# Seven de Sudáfrica 2019
El Seven de Sudáfrica 2019 fue la vigésima primera edición del Seven de Sudáfrica y es el segundo torneo de la Serie Mundial Masculina de Rugby 7 2019-20.
Se disputó del 13 al 15 de diciembre en el Estadio de Ciudad del Cabo de Sudáfrica.
El campeón del torneo fue la Nueva Zelanda al vencer por un marcador de 7 a 5 al local Sudáfrica.

## Formato
Se dividen en cuatro grupos de cuatro equipos, cada grupo se resuelve con el sistema de todos contra todos a una sola ronda; la victoria otorga 3 puntos, el empate 2 y la derrota 1 punto.
Los dos equipos con más puntos en cada grupo avanzan a cuartos de final de la Copa. Los cuatro ganadores avanzan a semifinales de la Copa, y los cuatro perdedores a semifinales por el quinto puesto.
Los dos equipos con menos puntos en cada grupo juegan la challenge trophy.

## Equipos participantes
Además de los 15 equipos que tienen su lugar asegurado para toda la temporada se suma como invitado la selección de Japón.
| - Argentina - Australia - Canadá - Escocia | - España - Estados Unidos - Fiyi - Francia | - Gales - Inglaterra - Irlanda - Japón | - Kenia - Nueva Zelanda - Samoa - Sudáfrica |

## Resultados

### Fase de grupos

#### Grupo A
| Pos | Países         | Pts | Partidos | Partidos | Partidos | Partidos | Tantos | Tantos | Tantos |
| Pos | Países         | Pts | J        | G        | E        | P        | PF     | PC     | DP     |
| --- | -------------- | --- | -------- | -------- | -------- | -------- | ------ | ------ | ------ |
| 1   | Sudáfrica      | 9   | 3        | 3        | 0        | 0        | 96     | 29     | +67    |
| 2   | Fiyi           | 7   | 3        | 2        | 0        | 1        | 96     | 47     | +49    |
| 3   | Estados Unidos | 5   | 3        | 1        | 0        | 2        | 71     | 49     | +22    |
| 4   | Japón          | 3   | 3        | 0        | 0        | 3        | 7      | 145    | –138   |

|  | Avanzan a cuartos de final. |

| 13 de diciembre de 2019 | Estados Unidos | 14 - 28 | Fiyi | Cape Town Stadium, Ciudad del Cabo |  |

| 13 de diciembre de 2019 | Sudáfrica | 49 - 0 | Japón | Cape Town Stadium, Ciudad del Cabo |  |

| 13 de diciembre de 2019 | Estados Unidos | 42 - 0 | Japón | Cape Town Stadium, Ciudad del Cabo |  |

| 14 de diciembre de 2019 | Sudáfrica | 26 - 14 | Fiyi | Cape Town Stadium, Ciudad del Cabo |  |

| 14 de diciembre de 2019 | Fiyi | 54 - 7 | Japón | Cape Town Stadium, Ciudad del Cabo |  |

| 14 de diciembre de 2019 | Sudáfrica | 21 - 15 | Estados Unidos | Cape Town Stadium, Ciudad del Cabo |  |

#### Grupo B
| Pos | Países        | Pts | Partidos | Partidos | Partidos | Partidos | Tantos | Tantos | Tantos |
| Pos | Países        | Pts | J        | G        | E        | P        | PF     | PC     | DP     |
| --- | ------------- | --- | -------- | -------- | -------- | -------- | ------ | ------ | ------ |
| 1   | Nueva Zelanda | 9   | 3        | 3        | 0        | 0        | 95     | 26     | +69    |
| 2   | Argentina     | 7   | 3        | 2        | 0        | 1        | 92     | 40     | +52    |
| 3   | Canadá        | 5   | 3        | 1        | 0        | 2        | 43     | 80     | –37    |
| 4   | Gales         | 3   | 3        | 0        | 0        | 3        | 21     | 105    | –84    |

|  | Avanzan a cuartos de final. |

| 13 de diciembre de 2019 | Argentina | 33 - 21 | Gales | Cape Town Stadium, Ciudad del Cabo |  |

| 13 de diciembre de 2019 | Nueva Zelanda | 43 - 7 | Gales | Cape Town Stadium, Ciudad del Cabo |  |

| 14 de diciembre de 2019 | Argentina | 45 - 0 | Gales | Cape Town Stadium, Ciudad del Cabo |  |

| 14 de diciembre de 2019 | Nueva Zelanda | 33 - 5 | Canadá | Cape Town Stadium, Ciudad del Cabo |  |

| 14 de diciembre de 2019 | Canadá | 17 - 14 | Gales | Cape Town Stadium, Ciudad del Cabo |  |

| 14 de diciembre de 2019 | Nueva Zelanda | 19 - 14 | Argentina | Cape Town Stadium, Ciudad del Cabo |  |

#### Grupo C
| Pos | Países     | Pts | Partidos | Partidos | Partidos | Partidos | Tantos | Tantos | Tantos |
| Pos | Países     | Pts | J        | G        | E        | P        | PF     | PC     | DP     |
| --- | ---------- | --- | -------- | -------- | -------- | -------- | ------ | ------ | ------ |
| 1   | Francia    | 9   | 3        | 3        | 0        | 0        | 97     | 38     | +59    |
| 2   | Escocia    | 7   | 3        | 2        | 0        | 1        | 67     | 67     | 0      |
| 3   | Inglaterra | 5   | 3        | 1        | 0        | 2        | 69     | 66     | +3     |
| 4   | España     | 3   | 3        | 0        | 0        | 3        | 33     | 95     | –62    |

|  | Avanzan a cuartos de final. |

| 13 de diciembre de 2019 | Francia | 40 - 7 | España | Cape Town Stadium, Ciudad del Cabo |  |

| 13 de diciembre de 2019 | Inglaterra | 24 - 26 | Escocia | Cape Town Stadium, Ciudad del Cabo |  |

| 14 de diciembre de 2019 | Francia | 24 - 19 | Escocia | Cape Town Stadium, Ciudad del Cabo |  |

| 14 de diciembre de 2019 | Inglaterra | 33 - 7 | España | Cape Town Stadium, Ciudad del Cabo |  |

| 14 de diciembre de 2019 | España | 19 - 22 | Escocia | Cape Town Stadium, Ciudad del Cabo |  |

| 14 de diciembre de 2019 | Inglaterra | 12 - 33 | Francia | Cape Town Stadium, Ciudad del Cabo |  |

#### Grupo D
| Pos | Países    | Pts | Partidos | Partidos | Partidos | Partidos | Tantos | Tantos | Tantos |
| Pos | Países    | Pts | J        | G        | E        | P        | PF     | PC     | DP     |
| --- | --------- | --- | -------- | -------- | -------- | -------- | ------ | ------ | ------ |
| 1   | Irlanda   | 8   | 3        | 2        | 1        | 0        | 78     | 59     | +17    |
| 2   | Kenia     | 8   | 3        | 2        | 1        | 0        | 60     | 50     | +10    |
| 3   | Australia | 5   | 3        | 1        | 0        | 2        | 52     | 52     | 0      |
| 4   | Samoa     | 3   | 3        | 0        | 0        | 3        | 47     | 76     | –29    |

|  | Avanzan a cuartos de final. |

| 13 de diciembre de 2019 | Australia | 21 - 26 | Irlanda | Cape Town Stadium, Ciudad del Cabo |  |

| 13 de diciembre de 2019 | Samoa | 19 - 24 | Kenia | Cape Town Stadium, Ciudad del Cabo |  |

| 14 de diciembre de 2019 | Australia | 7 - 12 | Kenia | Cape Town Stadium, Ciudad del Cabo |  |

| 14 de diciembre de 2019 | Samoa | 14 - 28 | Irlanda | Cape Town Stadium, Ciudad del Cabo |  |

| 14 de diciembre de 2019 | Kenia | 24 - 24 | Irlanda | Cape Town Stadium, Ciudad del Cabo |  |

| 14 de diciembre de 2019 | Samoa | 14 - 24 | Australia | Cape Town Stadium, Ciudad del Cabo |  |

### Etapa eliminatoria

#### Decimoquinto puesto
| 15 de diciembre de 2019 | Gales | 15 - 19 | Japón | Cape Town Stadium, Ciudad del Cabo |  |

#### Decimotercer puesto
| 15 de diciembre de 2019 | Samoa | 38 - 7 | España | Cape Town Stadium, Ciudad del Cabo |  |

#### Undécimo puesto
| 15 de diciembre de 2019 | Australia | 5 - 22 | Canadá | Cape Town Stadium, Ciudad del Cabo |  |

#### Noveno puesto
| 15 de diciembre de 2019 | Estados Unidos | 17 - 12 | Inglaterra | Cape Town Stadium, Ciudad del Cabo |  |

#### Copa de oro
|  | Cuartos de final | Cuartos de final | Cuartos de final |               |           | Semifinales | Semifinales | Semifinales |         |              | Copa         | Copa         | Copa |  |
|  |                  |                  |                  |               |           |             |             |             |         |              |              |              |      |  |
|  |                  |                  |                  |               |           |             |             |             |         |              |              |              |      |  |
|  | Sudáfrica        | Sudáfrica        | 17               |               |           |             |             |             |         |              |              |              |      |  |
|  | Sudáfrica        | Sudáfrica        | 17               |               |           |             |             |             |         |              |              |              |      |  |
|  | Kenia            | Kenia            | 7                |               |           |             |             |             |         |              |              |              |      |  |
|  | Kenia            | Kenia            | 7                |               | Sudáfrica | Sudáfrica   | 21          |             |         |              |              |              |      |  |
|  |                  |                  |                  |               | Sudáfrica | Sudáfrica   | 21          |             |         |              |              |              |      |  |
|  |                  |                  | Inglaterra       | Inglaterra    | 14        |             |             |             |         |              |              |              |      |  |
|  | Francia          | Francia          | Inglaterra       | Inglaterra    | 14        | 19          |             |             |         |              |              |              |      |  |
|  | Francia          | Francia          |                  |               |           |             |             |             |         |              |              |              |      |  |
|  | Argentina        | Argentina        | 10               |               |           |             |             |             |         |              |              |              |      |  |
|  | Argentina        | Argentina        | 10               |               |           |             |             |             |         | Sudáfrica    | Sudáfrica    | 5            |      |  |
|  |                  |                  |                  |               |           |             |             |             |         | Sudáfrica    | Sudáfrica    | 5            |      |  |
|  |                  |                  | Nueva Zelanda    | Nueva Zelanda | 7         |             |             |             |         |              |              |              |      |  |
|  | Irlanda          | Irlanda          | Nueva Zelanda    | Nueva Zelanda | 7         | 12          |             |             |         |              |              |              |      |  |
|  | Irlanda          | Irlanda          |                  |               |           |             |             |             |         |              |              |              |      |  |
|  | Fiyi             | Fiyi             | 31               |               |           |             |             |             |         |              |              |              |      |  |
|  | Fiyi             | Fiyi             | 31               |               | Fiyi      | Fiyi        | 7           |             |         | Tercer lugar | Tercer lugar | Tercer lugar |      |  |
|  |                  |                  |                  |               | Fiyi      | Fiyi        | 7           |             |         | Tercer lugar | Tercer lugar | Tercer lugar |      |  |
|  |                  |                  | Nueva Zelanda    | Nueva Zelanda | 24        |             |             |             |         |              |              |              |      |  |
|  | Nueva Zelanda    | Nueva Zelanda    | Nueva Zelanda    | Nueva Zelanda | 24        | 35          |             |             | Francia | Francia      | 29           |              |      |  |
|  | Nueva Zelanda    | Nueva Zelanda    |                  |               |           |             |             |             | Francia | Francia      | 29           |              |      |  |
|  | Escocia          | Escocia          | 19               |               |           |             |             |             |         |              | Fiyi         | Fiyi         | 24   |  |
|  | Escocia          | Escocia          | 19               |               |           |             |             |             |         |              | Fiyi         | Fiyi         | 24   |  |
|  |                  |                  |                  |               |           |             |             |             |         |              |              |              |      |  |

##### Cuartos de final
| 15 de diciembre de 2019 | Sudáfrica | 17 - 5 | Kenia | Cape Town Stadium, Ciudad del Cabo |  |

| 15 de diciembre de 2019 | Francia | 19 - 10 | Argentina | Cape Town Stadium, Ciudad del Cabo |  |

| 15 de diciembre de 2019 | Irlanda | 12 - 31 | Fiyi | Cape Town Stadium, Ciudad del Cabo |  |

| 15 de diciembre de 2019 | Nueva Zelanda | 35 - 19 | Escocia | Cape Town Stadium, Ciudad del Cabo |  |

##### Semifinales
| 15 de diciembre de 2019 | Sudáfrica | 21 - 14 | Francia | Cape Town Stadium, Ciudad del Cabo |  |

| 15 de diciembre de 2019 | Fiyi | 7 - 24 | Nueva Zelanda | Cape Town Stadium, Ciudad del Cabo |  |

##### Tercer Puesto
| 15 de diciembre de 2019 | Francia | 29 - 24 | Fiyi | Cape Town Stadium, Ciudad del Cabo |  |

##### Final
| 15 de diciembre de 2019 | Sudáfrica | 5 - 7 | Nueva Zelanda | Cape Town Stadium, Ciudad del Cabo |  |

| Bandera de Nueva Zelanda |
| Campeón Nueva Zelanda    |
| 1º título del circuito   |

## Posiciones finales
| Pos               | Equipo         |
| ----------------- | -------------- |
| Medalla de oro    | Nueva Zelanda  |
| Medalla de plata  | Sudáfrica      |
| Medalla de bronce | Francia        |
| 4                 | Fiyi           |
| 5                 | Argentina      |
| 6                 | Irlanda        |
| 7                 | Kenia          |
| 8                 | Escocia        |
| 9                 | Estados Unidos |
| 10                | Inglaterra     |
| 11                | Canadá         |
| 12                | Australia      |
| 13                | Samoa          |
| 14                | España         |
| 15                | Japón          |
| 16                | Gales          |